# Station Georgemas Junction
Station Georgemas Junction is een spoorwegstation bij de Schotse plaats Halkirk in het noorden van de Schotse Hooglanden.
Georgemas Junction, genoemd naar de streek Georgemas, ligt aan de Far North Line, die Inverness met het uiterste noorden van Highland verbindt. Bij het station splitst de Far North Line zich in een lijn naar Thurso en een lijn naar Wick. Treinen vanuit Inverness rijden eerst via Georgemas Junction, waar zij kopmaken, naar station Thurso. Daarna rijden ze weer naar Georgemas Junction en verder naar station Wick.